# Ggulu
Ggulu eller Mugulu är hos bugandafolket i Uganda himlens gud, skaparen av allt. Ggulu är fader till Nambi, den första människan på jorden.